# Marta Podhradská
Marta Podhradská (Lég, 1949. június 28. – 2023. április 11.) szlovák költő, műfordító és politikus.

## Élete
Somorján végezte a középiskolát, majd a pozsonyi Comenius Egyetem Bölcsészettudományi Karán folytatta a tanulmányait (1968–1972). A Pozsonyi Egyetemi Könyvtárban dolgozott, a Slovenský spisovateľnál publikált, 1994 óta a Matica slovenská tagközpontjának tagja. 1994 és 1998 között a Kulturális Minisztérium sajtóosztályának igazgatója, 1998 óta pedig a Szlovák Köztársaság Országos Tanácsának tagja (a Néppárt – Demokratikus Szlovákiáért Mozgalom képviselője). 2002. július 17-én kilépett a HZDS-ből, majd csatlakozott a HZD-hez. Később szlovák nyelvet, irodalmat és földrajzot tanított a Légi Általános Iskolában.

## Munkássága
1980-ban debütált a Messze elérhető verseskötetével. A saját művein kívül magyar és német nyelvű irodalomból is fordít . Munkáiban az érzelmek széles skáláját mutatja be, az érintéstől, a szeretettől az anyaság megéléséig. Továbbá felidéz a hazájából szomorú képeket, és jellemző a művészetére a polgári attitűdök egyértelmű kifejezése, de erotikus és filozófiai hangzás is megjelenik munkáiban.

## Művei
- Ďaleko na dosah (versek, 1980) Messze elérhető
- Veterná studňa (versek, 1984) Jó szél
- Sonáta časopriestoru (1987) Tér-idő szonáta (társszerző: Cselényi László)[3]
- Divé stromy (1997) Vad fák

## Fordítás
- Ez a szócikk részben vagy egészben  a   Marta Podhradská című szlovák Wikipédia-szócikk ezen változatának fordításán alapul.  Az eredeti cikk szerkesztőit annak laptörténete sorolja fel. Ez a jelzés csupán a megfogalmazás eredetét és a szerzői jogokat jelzi, nem szolgál a cikkben szereplő információk forrásmegjelöléseként.